# Berliner Schnauzen
Berliner Schnauzen ist eine zwanzigteilige deutsche Fernsehserie des ZDF, die 2006 ausgestrahlt wurde. Wie in ihrem Pendant Panda, Gorilla & Co. des rbb sind die Hauptakteure der Serie die Tierpfleger und Tiere des Hauptstadtzoos.
Die Mitarbeiter, Tiere und Besucher werden in ihrem Alltag begleitet. Im Mittelpunkt stehen Geschichten von menschlichen und tierischen Schicksalen. Im Gegensatz zur Tierdokumentation erzählt nicht ein distanzierter Kommentar die Geschichte, sondern die einzelnen Protagonisten übernehmen diese Aufgabe. Sie selbst kommentieren aus ihrer Situation die Arbeitsabläufe und Erlebnisse. Die Zuschauer sollen auch Wissenswertes erfahren, ob über die Lebens- und Verhaltensgewohnheiten der Tiere, ihre Ansprüche an Unterbringung, Beschäftigung und Ernährung oder auch über aktuelle Fragen moderner Tiergartenzoologie. 
Ähnliche Formate des ZDF waren Nürnberger Schnauzen, Dresdner Schnauzen, Tierisch Kölsch, Tierische Kumpel sowie Ostsee-Schnauzen.

## Episodenliste
| Folge | Erstausstrahlung |
| ----- | ---------------- |
| 1     | 6. März 2006     |
| 2     | 7. März 2006     |
| 3     | 8. März 2006     |
| 4     | 9. März 2006     |
| 5     | 10. März 2006    |
| 6     | 13. März 2006    |
| 7     | 14. März 2006    |
| 8     | 15. März 2006    |
| 9     | 17. März 2006    |
| 10    | 20. März 2006    |
| 11    | 21. März 2006    |
| 12    | 22. März 2006    |
| 13    | 24. März 2006    |
| 14    | 27. März 2006    |
| 15    | 28. März 2006    |
| 16    | 29. März 2006    |
| 17    | 30. März 2006    |
| 18    | 31. März 2006    |
| 19    | 3. April 2006    |
| 20    | 4. April 2006    |